# RideLondon Classique
RideLondon Classique è una corsa a tappe di ciclismo femminile che si corre in Essex ed a Londra nell'ambito dello UCI Women's World Tour. Fa parte del festival ciclistico RideLondon. Nata nel 2013 come corsa in linea nel centro di Londra, è diventata una corsa a tappe nel 2022 a seguito della soppressione della London - Surrey Classic.

## Storia
La prima edizione della corsa si svolse nel 2013, all'interno del festival RideLondon.
In origine, la corsa si chiamava RideLondon Grand Prix. Nel 2016 la corsa fu rinominata RideLondon Classique, e fu aggiunta al calendario dello UCI Women's World Tour. Il montepremi fu portato a €100,000, lo stesso valore della London - Surrey Classic maschile: all'epoca si trattava del montepremi più alto per una corsa di un giorno nel calendario femminile UCI.
Le edizioni 2020 e 2021 furono entrambe cancellate per la pandemia di COVID-19.
In seguito al ritiro dei principali sponsor (Prudential e Surrey County Council]), l'evento RideLondon fu trasformato in un evento di un giorno nel centro di Londra, con la soppressione della corsa maschile; la corsa femminile diventò il centro della manifestazione, e fu trasformata in una corsa a tappe di tre giorni.
Nel 2022 l'evento non ebbe copertura televisiva su tutte e tre le tappe - requisito per l'inclusione nello UCI Women's World Tour. La UCI minacciò di retrocedere la gara a livello UCI ProSeries per l'anno successivo se non fosse stata garantita la copertura televisiva. Per il 2023 gli organizzatori trovarono un accordo per la copertura televisiva attraverso Eurosport GCN e BBC iPlayer, e la corsa mantenne la classificazione World Tour.

## Albo d'oro
| Anno                  | Vincitrice            | Seconda               | Terza                 |
| RideLondon Grand Prix | RideLondon Grand Prix | RideLondon Grand Prix | RideLondon Grand Prix |
| --------------------- | --------------------- | --------------------- | --------------------- |
| 2013                  | Laura Trott           | Hannah Barnes         | Loren Rowney          |
| 2014                  | Giorgia Bronzini      | Marianne Vos          | Elizabeth Deignan     |
| 2015                  | Barbara Guarischi     | Shelley Olds          | Annalisa Cucinotta    |
| RideLondon Classique  |                       |                       |                       |
| 2016                  | Kirsten Wild          | Nina Kessler          | Leah Kirchmann        |
| 2017                  | Coryn Labecki         | Lotta Henttala        | Lisa Brennauer        |
| 2018                  | Kirsten Wild          | Marianne Vos          | Elisa Balsamo         |
| 2019                  | Lorena Wiebes         | Elisa Balsamo         | Coryn Labecki         |
| 2020                  | Non disputata         | Non disputata         | Non disputata         |
| 2021                  | Non disputata         | Non disputata         | Non disputata         |
| 2022                  | Lorena Wiebes         | Elisa Balsamo         | Emma Norsgaard        |
| 2023                  | Charlotte Kool        | Chloe Dygert          | Elizabeth Deignan     |
| 2024                  | Lorena Wiebes         | Charlotte Kool        | Lotte Kopecky         |